# Карамышка
 Карамышка — село в Татищевском районе Саратовской области в составе сельского поселения Октябрьское муниципальное образование.

## География
Село находится на обеих сторонах одноимённой реки на расстоянии примерно 16 километров по прямой на запад от районного центра поселка Татищево и в 46 километрах от областного центра города Саратова. Через Карамышку проходит региональная автотрасса Р208, по которой курсирует целый ряд рейсовых автобусов. На юге и западе от населённого пункта находятся нефтяные скважины, на севере – лес Егорьевский.

## История
Село впервые упоминается в 1763 году как владение княгини  Кильдишевой Евдокией Семёновной.  Последним помещиком был Михаил Николаевич Беклемишев, заложивший знаменитый Карамышский парк. В советское время работали колхозы «Большевик» , им. Чапаева и им. Ефимова-Саратовца.
По статистическим данным от 1886 года в селе Карамышка находилось 117 домохозяйств, в которых проживали 325 мужчин и 344 женщины. Дома были деревянными, треть была крыта деревом и железом, остальные – соломой. Промышленных заведений работало два. Церковь в Карамышке отсутствовала, приписана деревня была к Вознесенской церкви находившегося в семи верстах села Карякино.
После Октябрьской революции в декабре 1917 года в Карамышке был создан Совет крестьянских и рабочих депутатов, а также стал работать комитет бедноты. Административно село стало центром Карамышевского сельсовета. В 1929 году начал свою деятельность колхоз "Большевик", куда вступило большинство бедных хозяйств.
В Великую Отечественную войну в июне и августе 1942 года на территории села была раквартирована 308-я стрелковая дивизия (в память об этом в 1995 году была открыта мемориальная доска). На полях сражений погибло 70 жителей Карамышки.
1 сентября 1964 года открылась начальная школа. В 1965 году Карамышка стала центральной усадьбой нового колхоза имени Ефимова-Саратовца. В 1968 году заработал детский сад, старый деревянный мост был заменён на новый железобетонный. Построен магазин. В 1980 году на главных улицах села уложили асфальт, ещё через два года открылся медпункт, в 1984 году закончили газификацию домов и застроили новую улицу Комсомольскую.

## Население
Постоянное население составляло 446 человек в 2002 году (русские 81%) , 420 в 2010.

## Фотогалерея
- Виды села
- Школа
- Почта
- ФАП
- Сельский дом культуры
- Детский сад

- Достопримечательности села
- Памятник солдатам-освободителям
- Аллея выпускников
- Аллея у памятника
- Площадь у школы